# Anio Novus
Der Anio Novus (benannt nach dem Fluss Aniene, lateinisch Anio) war eine antike römische Wasserleitung (Aquädukt) zur Versorgung der Stadt Rom.

## Geschichte

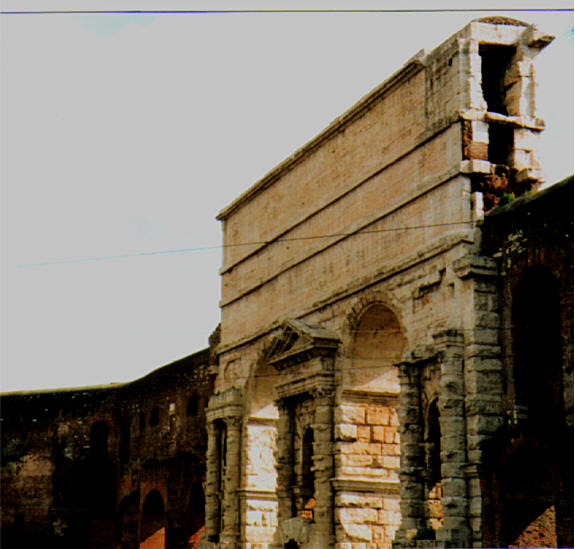
Porta Maggiore, Kreuzungspunkt des Anio Novus und der Aqua Claudia mit der Aqua Marcia und der Aqua Tepula

Der Anio Novus wurde, wie die Aqua Claudia, unter Kaiser Caligula 38 n. Chr. begonnen und unter Kaiser Claudius 52 n. Chr. beendet. Beide Wasserleitungen wurden gemeinsam am 1. August, dem Geburtstag des Claudius, der Öffentlichkeit übergeben. Ihre Baukosten beliefen sich auf 350.000.000 Sesterzen.
Vor dem Bau des Anio Novus bestand bereits eine frühere Wasserleitung, die den Namen Anio trug und die fortan Anio Vetus (lateinisch vetus „alt“) genannt wurde, während der neue Aquädukt Anio Novus (novus „neu“) hieß (auf Inschriften auch aqua Anienis nova „neues anienisches Wasser“).
In der Spätantike wurde der Anio Novus im Jahr 381 wieder instand gesetzt.

## Wasserführung
Der Anio Novus war eine der längsten Wasserleitungen nach Rom und jene, die das meiste Wasser in die Stadt lieferte. Im Niveau aller Aquädukte war sie die höchste, die nach Rom kam, und versorgte die höhergelegenen Stadtteile.
Ursprünglich wurde für den Anio Novus Wasser vom Fluss Anio genutzt, der sich im Osten von Rom befindet. Jedoch lieferte er ein ziemlich trübes Wasser, wie Sextus Iulius Frontinus, der curator aquarum (Oberaufseher der Aquädukte Roms) zur Zeit des Kaisers Trajan, in seinem Werk De aquaeductu urbis Romae berichtet. Dies ist auf die Zuflüsse des Anio und den Flusslauf selbst zurückzuführen, die recht schlammiges Wasser führten.
Vor allem bei Regen verlor das Wasser des Anio Novus an Qualität. Deshalb reformierte Frontinus das System der Wasserleitungen und mischte das Wasser mit anderem, um die Unzulänglichkeiten dieser Wasserleitung auszugleichen; dies führte jedoch nicht zum gewünschten Ergebnis.
Später versuchte man, das verschmutzte Wasser in ein Bassin („Filterbehälter“) zu leiten, wo sich die Verunreinigungen absetzen sollten. Dies schlug allerdings ebenfalls fehl. Schließlich löste man das Problem so: Um das Wasser klarer und gesünder zu machen, wurde unter Trajan das Wasser von zwei der drei Seen, die Kaiser Nero für seine Villa in Subiaco anlegen ließ, flussaufwärts gefasst. Man legte dafür den Stausee von Subiaco an. Dort setzte sich der Schmutz ab und das Wasser gewann wesentlich an Reinheit.
Hierzu wurde der Anio Novus auf rund 87 km verlängert. Frontinus gibt 4.738 quinariae als Tagesleistung der Leitung an, was 196.627 Kubikmetern entspricht. Moderne Berechnungen kommen auf etwa 120.960 ± 34.560 Kubikmeter/Tag.
Die Wasserleitung führte zunächst wie die Aqua Marcia und die Aqua Claudia den Fluss entlang, von dem sie das Wasser bezog. Im Anschluss verlief sie auf fast 10 km entlang der Via Latina. Auf den 13 letzten Kilometern vor Rom wurde die Wasserleitung des Anio Novus auf die der Aqua Claudia gebaut. Ein Abschnitt dieser Konstruktion bildete einen monumentalen Bogen, die so genannte Porta Maggiore. Teilweise erreichten diese Bögen eine Höhe von 35 Metern.